# Kościół św. Józefa Oblubieńca w Międzygórzu
Kościół św. Józefa Oblubieńca w Międzygórzu – drewniany rzymskokatolicki kościół parafialny pw. św. Józefa Oblubieńca, zbudowany w latach 1740–42, położony w Międzygórzu.
Jest jednym z czterech zachowanych drewnianych kościołów na ziemi kłodzkiej. Pozostałe znajdują się w Kamieńczyku, Nowej Bystrzycy i Zalesiu. Do 2000 był jedynym w Sudetach kościołem drewnianym o dachu pokrytym łupkiem.

## Historia
Drewniany kościółek w Międzygórzu wzniesiono w centrum wsi w latach 1740–1742 jako cmentarny. Zbudowali go lokalni budowniczowie Friedrich Knietig z Wilkanowa i Heinrich Ludwig z Pławnicy z wykorzystaniem wzorów sakralnego budownictwa murowanego Ziemi Kłodzkiej. W latach 1790–1792 odnowiono sygnaturkę, a w drugiej połowie XIX w. przebudowano strop prezbiterium i wykonano obecny dekoracyjny wystrój wnętrza kościoła. W 1924 cieśla Ignatz Herfort prawdopodobnie przebudował strop nawy i zbudował nowy dach, który pokryto łupkiem. Użyte płyty łupkowe o powierzchni około 1 m² pochodziły z jedynego w Sudetach kamieniołomu łupka szarogłazowego znajdującego się koło Jarnołtówka. W 2001 usunięto z dachu i z sygnaturki łupek i położono gont. W 2013 wykonano remont elewacji zewnętrznej.

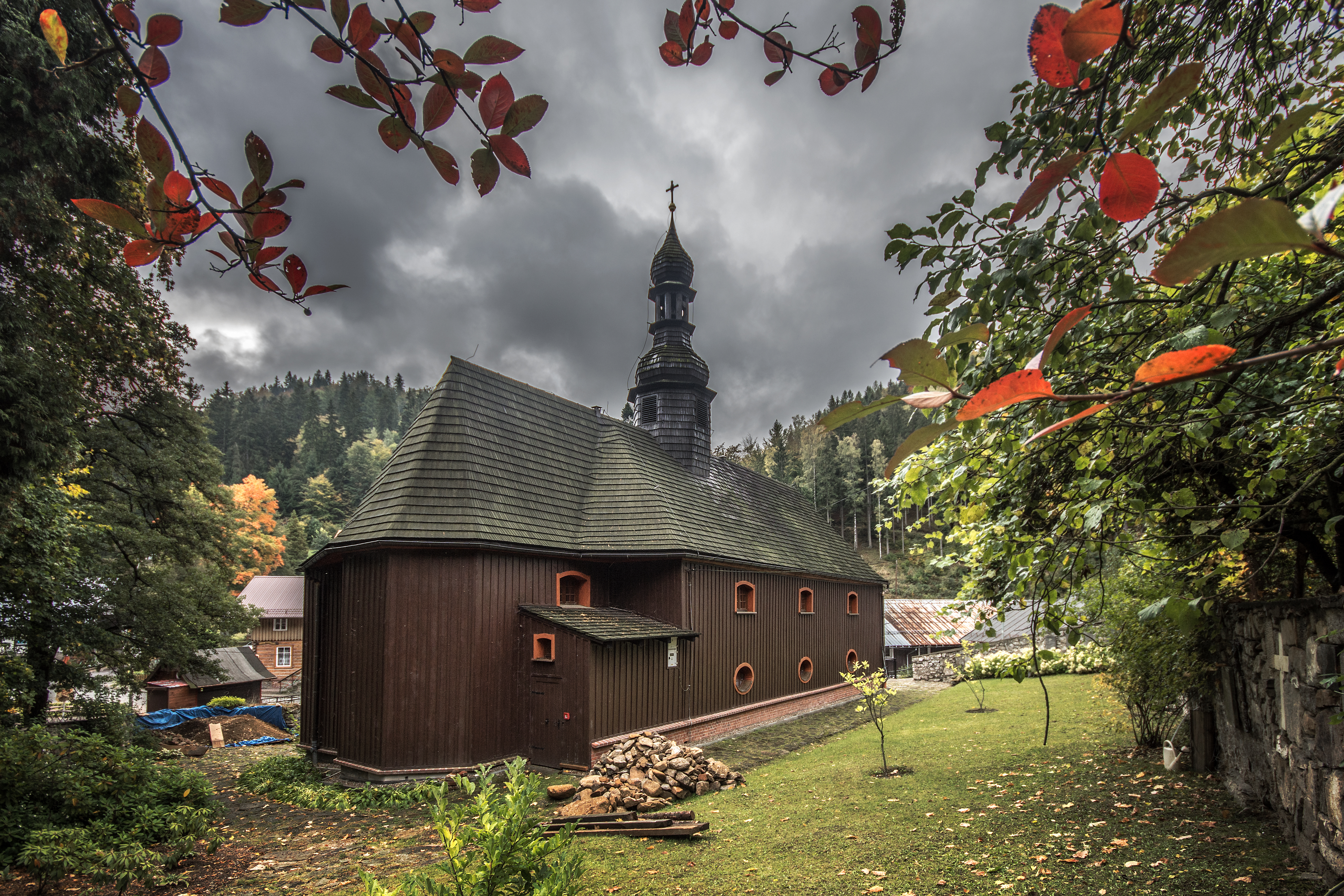
Elewacja tylna
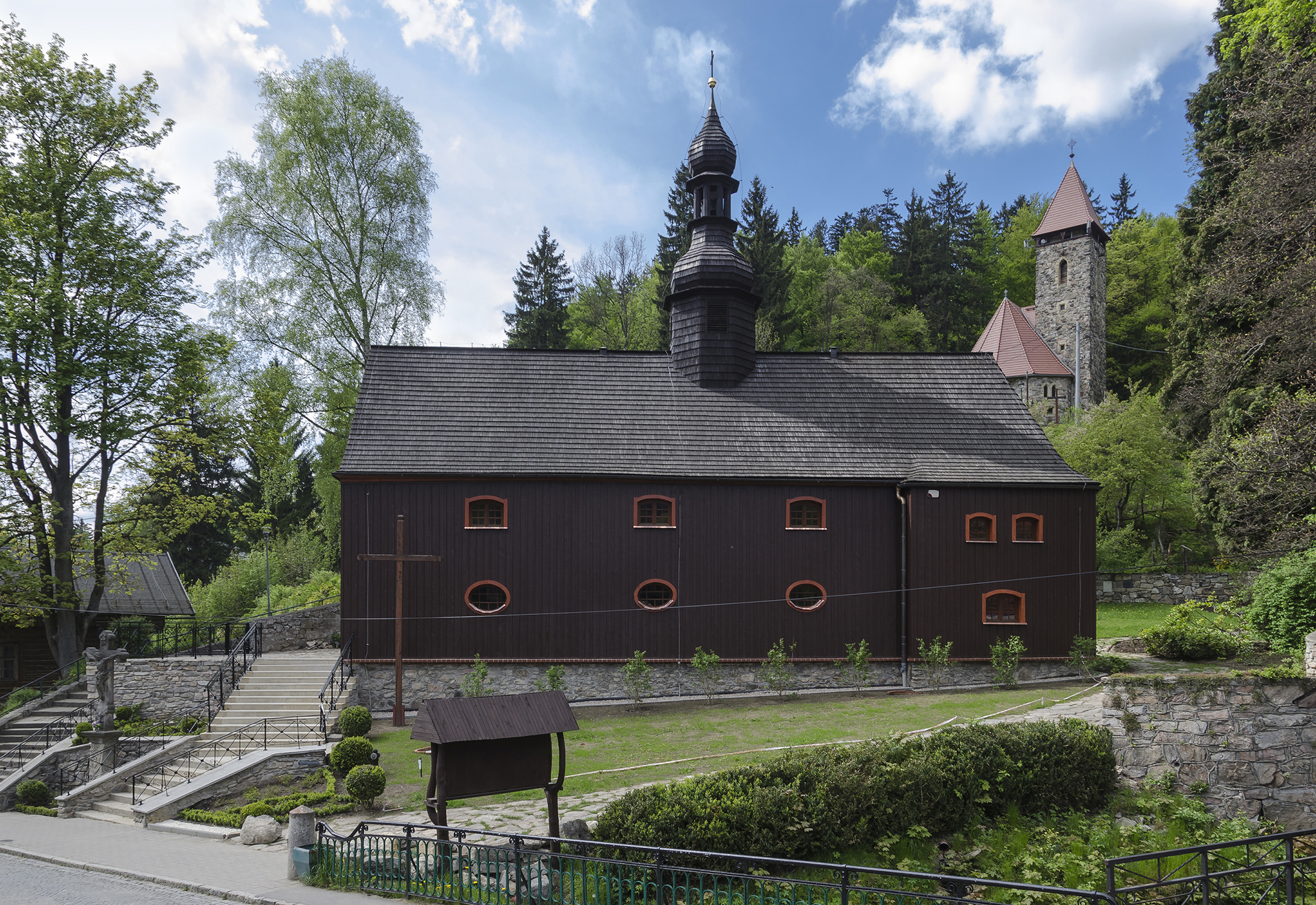
Elewacja południowa
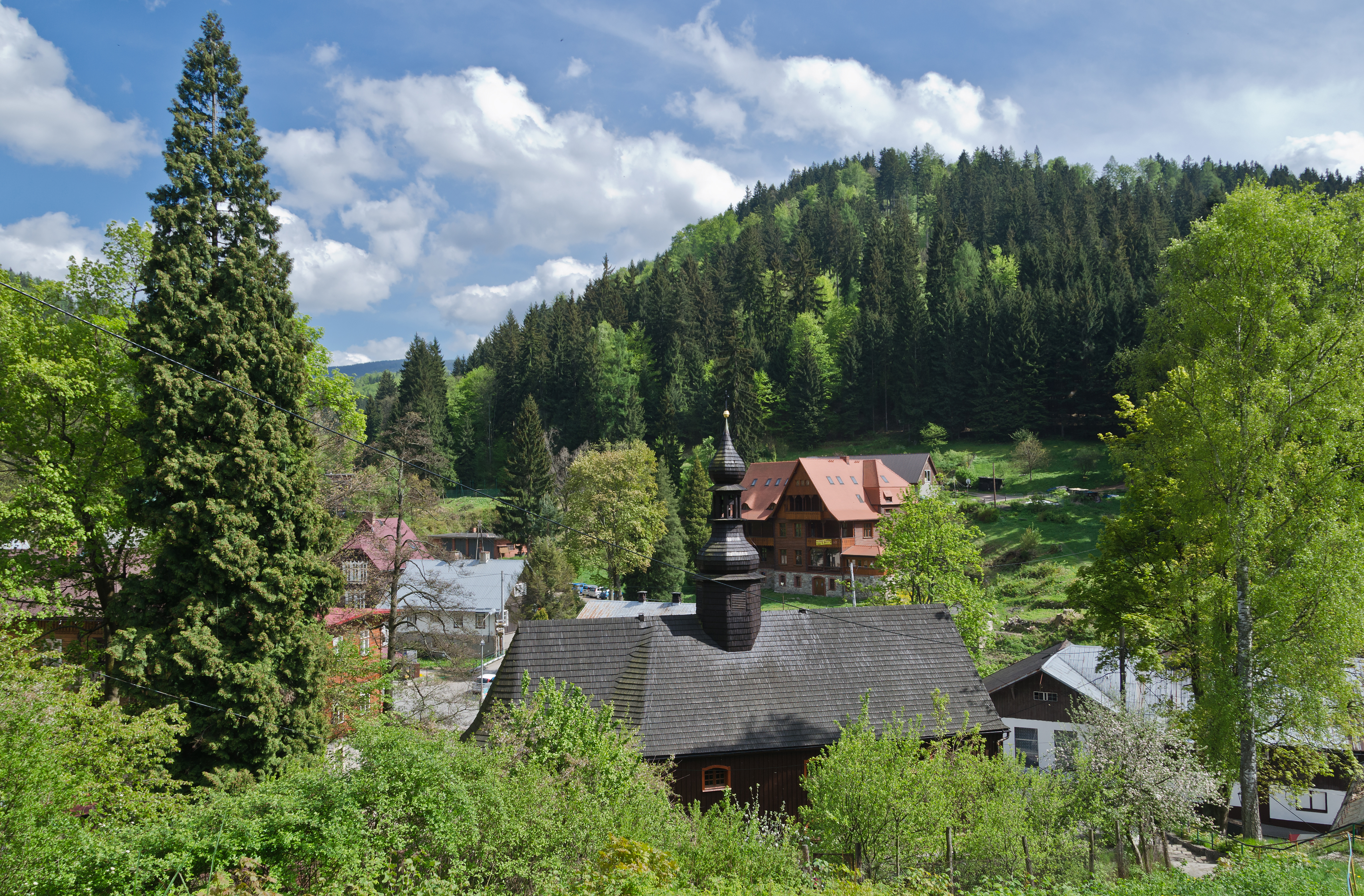
Widok ogólny

## Architektura i wyposażenie
Drewniana budowla konstrukcji zrębowej, nieorientowana. Bezwieżowa, jednonawowa, z węższym  zamkniętym trójbocznie prezbiterium, z boczną zakrystią. Przy wejściu kruchta. Kościół nakryty jednokalenicowym gontowym dachem z ośmioboczną sygnaturką o konstrukcji szkieletowej, zwieńczoną cebulastym hełmem z latarnią i krzyżem. Na oszalowanych pionowo ścianach rzędy okien.
Wewnątrz nad nawą strop belkowy górnym podciągiem, ze sfazowanymi narożnie belkami i z dekoracyjnym układem wsuwek w jodełkę, bielony, zdobiony złotym, geometrycznym szlakiem. Prezbiterium nakryte kasetonowym stropem z profilowanymi listwami, płaskorzeźbionymi rozetami i z malowaną dekoracją na niebieskim tle. Chór muzyczny i boczne empory połączone balustradą podzieloną na kwatery, wypełnione także płaskorzeźbami.
Najważniejsze wyposażenie: rzeźba Świętej Rodziny na belce tęczowej autorstwa Michała Ignacego Klahra; ołtarz główny z lat 1740. z obrazem św. Józefa i małego Jezusa w retabulum w kształcie bukietu liści, które wykonał Hieronim Richter; ołtarz boczny Matki Boskiej z Dzieciątkiem z barokową mensą z drugiej połowy XIX w.; drewniana ambona z malowidłami ewangelistów i barokowym baldachimem, w którego zwieńczeniu tablice z 10 przykazaniami, z 1908; prospekt organowy i chrzcielnica z drugiej połowy XIX w. wykonane w stylu historyzmu; stacje drogi krzyżowej ufundowane w XVIII w. jako wota z prośbą o deszcz, który nie padał wówczas w ogóle przez trzy miesiące oraz liczne rzeźby i obrazy z okresu od XVIII po początek XX w..

## Otoczenie
Płyty nagrobne w murze okalającym świątynię. Przed kościołem kamienna barokowa figura Ukrzyżowanie z 1781.

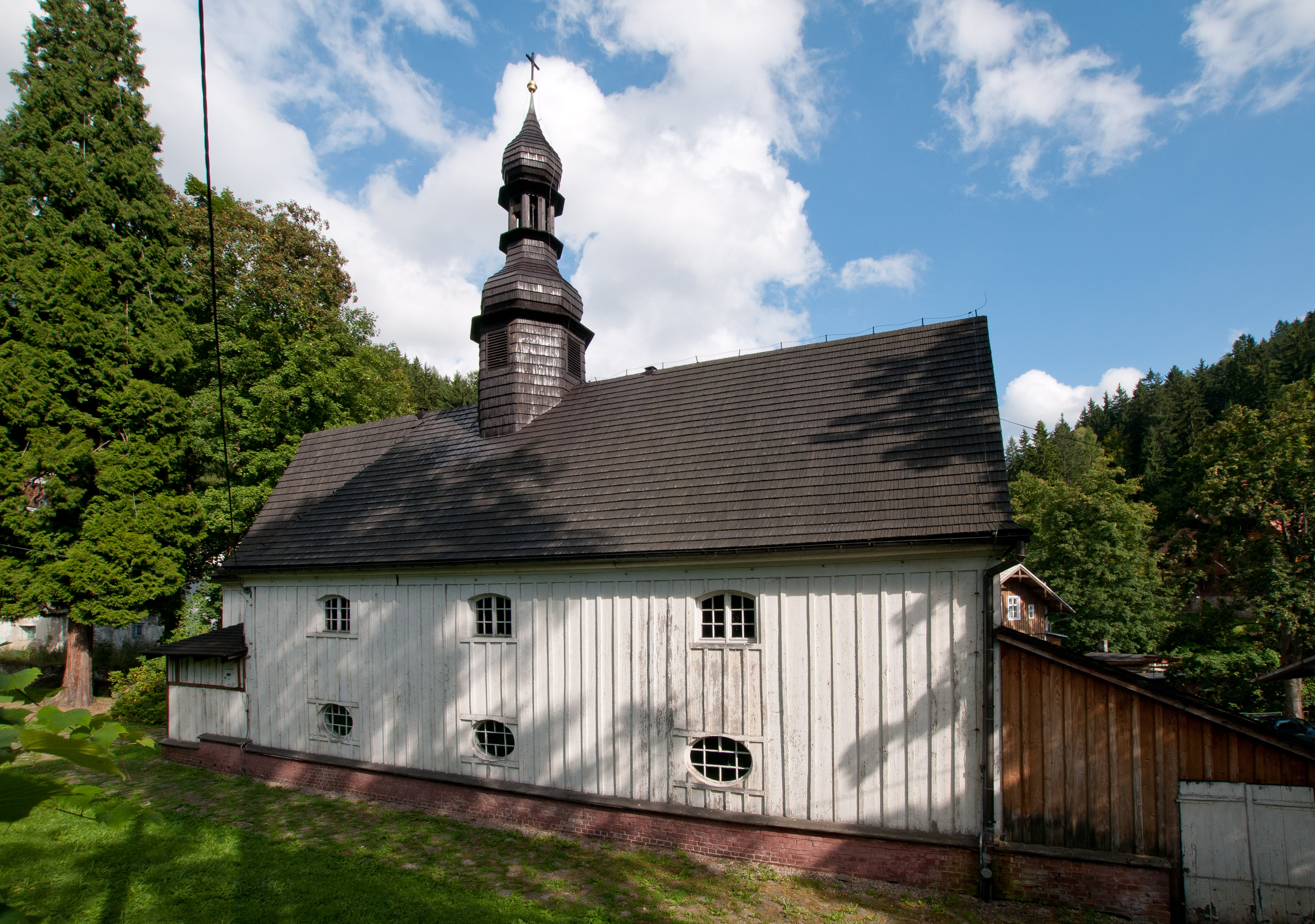
Elewacja północna, przed remontem w 2013
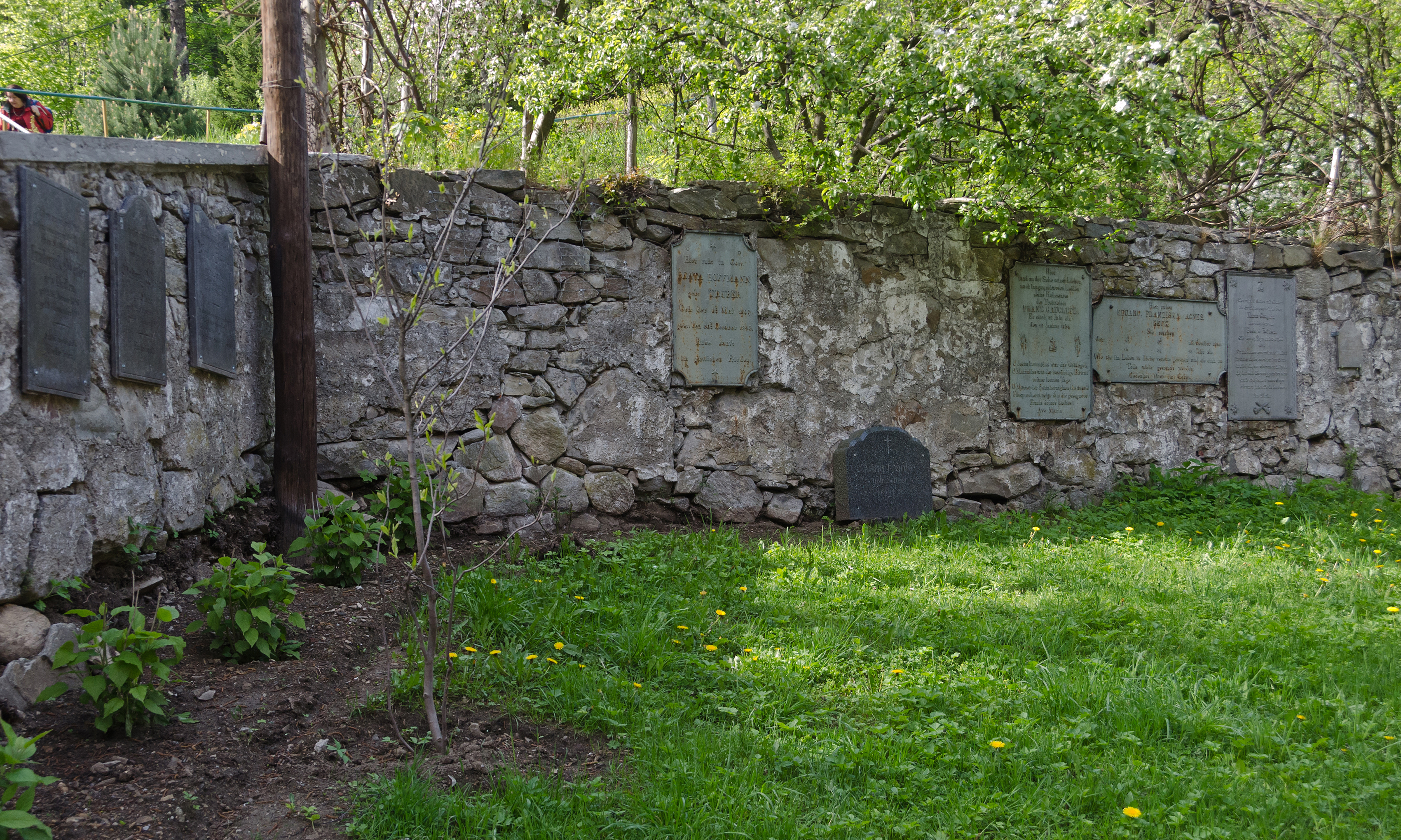
Otoczenie: płyty nagrobne w ogrodzeniu
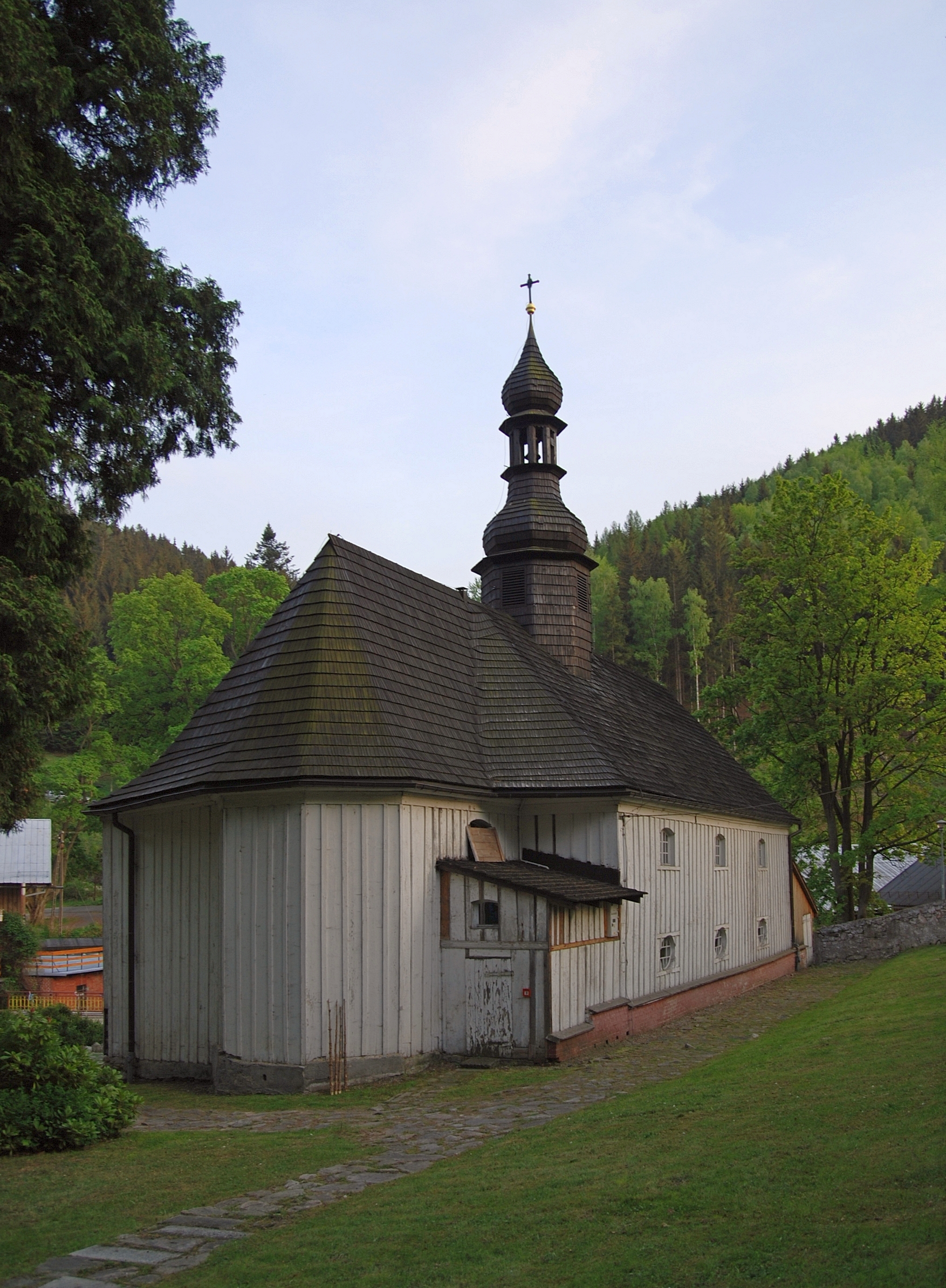
Elewacja tylna przed remontem w 2013